# Línea 100 (Tucumán)
La Línea 100 es una línea de colectivos interurbana operada por El Ceibo S.R.L. Esta conecta las localidades de San Miguel de Tucumán, Yerba Buena y San Pablo del Gran San Miguel de Tucumán.

## Recorrido

### Ramal Zona Norte por Santa Fe- San Lorenzo[1][2]
Rotonda Pie del Cerro y Av. Pte. Perón, por esta hasta Saavedra Lamas, Av. Aconquija, Las Lilas, Perú, J.B. Terán, Salas y Valdez, Camino del Perú, Av. Mate de Luna, 24 de Setiembre, Catamarca, Corrientes, Junín, Santa Fe, Av. Avellaneda, Av. Benjamín Aráoz, Av. Bdo. Terán, Domingo Garcia, San Lorenzo, Av. Colón, Av. Mate de Luna, Camino del Perú (Este), San Juan, Camino del Perú (Oeste), Salas y Valdez, J.B. Terán, Perú, Thames, Santo Domingo, J.A. Roca, Las Higueritas, Malvinas, Av. Pte. Perón, Rotonda Pie del Cerro.

### Ramal Zona Sur por General Paz- Santiago[3][4]
Rotonda Pie del Cerro y Av. Pte. Perón, por ésta hasta Beruti, Las Higueritas, Beruti, Santo Domingo, Moreno, Perú, J.B. Terán, Salas y Valdez, Camino del Perú, Av. Mate de Luna, Próspero Mena, Crisóstomo Álvarez, San Luis, General Paz, Av. Sáenz Peña, Av. Avellaneda, Santiago del Estero, Av. Mitre, Av. Mate de Luna, Camino del Perú (Este), San Juan, Camino del Perú (Oeste), Salas y Valdez, J.B. Terán, Perú, Thames, Santo Domingo, Moreno, Av. Aconquija, Aragón, Las Higueritas, Malvinas, Av. Pte. Perón, Rotonda Pie del Cerro.

### Ramal Horco Molle por Santiago[5][6]
Desde Horco Molle a Rotonda Pie del Cerro, Av. Pte. Perón, Camino del Perú, Av. Mate de Luna, 24 de Setiembre, San Luis, Crisóstomo Álvarez, Av. Sáenz Peña, Av. Avellaneda, Santiago, Av. Mitre, Av. Mate de Luna, Camino del Perú, Av. Pte. Perón, Rotonda Pie del Cerro, camino a Horco Molle, Escuela de Agricultura.

### Ramal Barrio El Mirador- Villa Carmela- San Pablo[7][8]
Barrio EL Mirador (Villa Carmela), Ruta Provincial 315, Camino del Perú, Av. Juan D. Perón, Líbano, Av. Juan D. Perón, Camino del Perú, Av. Aconquija, Av. Solano Vera, Ruta Provincial 338 (a Villa Nougués), Calle 11 (San Pablo), Av. San Martín hacia el sur, retornando por la misma hasta Ruta Provincial 338, Av. Solano Vera, Av. Aconquija, Camino del Perú, Av. Juan D. Perón, Líbano, Camino del Perú, Ruta Provincial 315, El Mirador (Villa Carmela).

### Ramal Nicolás Avellaneda[9][10]
Camino del Perú, Av. Juan D. Perón, Las Acacias, Congreso (Bº Los Fresnos), Líbano, Alberdi, Batalla de Tucumán, Libertad, Líbano, Congreso, Las Acacias, Av. Juan D. Perón, Camino del Perú, Av. Mate de Luna, 24 de Setiembre, Catamarca, Corrientes, Junín, Santa Fe, Av. Avellaneda, 24 de Setiembre, Av. Bdo Terán, Domingo Garcia, Av. Sáenz Peña, San Lorenzo, Av. Colón, Av. Mate de Luna, Camino del Perú.

## Lugares de Interés
- Parque 9 de Julio
- Parque Guillermina
- Plaza Urquiza
- Hospital Centro de Salud
- Parque Avellaneda
- Plaza Yrigoyen
- Terminal de Ómnibus de San Miguel de Tucumán